# Yueosaurus
Yueosaurus (лат.) — род травоядных динозавров из инфраотряда орнитопод, живших во время мелового периода (113,0—93,9 млн лет назад) на территории современного Китая. Типовой и единственный вид — Yueosaurus tiantaiensis.
Вид был назван и описан в 2011 году (статья опубликована в 2012 году) группой учёных: Вэньцзе Чжэном, Джином Синшеном, Масатэру Сибатой, Ёити Адзумой и Ю. Фанмином. Название рода происходит от Юэ, сокращенное название провинции Чжэцзян, где было сделано открытие. Видовое обозначение относится к округу Tiantai.
Голотип ZMNH M8620 был найден в слоях геологических пород Liangtoutang, относящихся по времени к началу аптского века и заканчивая сеноманским веком. Он состоит из частичного скелета без черепа. Сохранилось: серия шейных позвонков, передние позвонки, рёбра, передние хвостовые позвонков, правая лопатка, левая локтевая кость, лобковая кость, седалищная кость, кости правого бедра и правой голени, останки правой малоберцовой и пястной костей.
Представлял собой небольшого двуногого динозавра, длиной от полутора до двух метров. При описании новый вид был отнесён к примитивным формам в группу Euornithopoda. Это первый известный эуорнитопод из Юго-Восточного Китая.